# Vysoká (Sabinov)
Vysoká (bis 1927 slowakisch „Vysoké“; ungarisch Magas – bis 1907 Viszoka) ist eine Gemeinde im Osten der Slowakei mit 115 Einwohnern (Stand 31. Dezember 2024). Sie gehört zum Okres Sabinov, einem Kreis des Prešovský kraj, sowie zur traditionellen Landschaft Šariš.

## Geographie

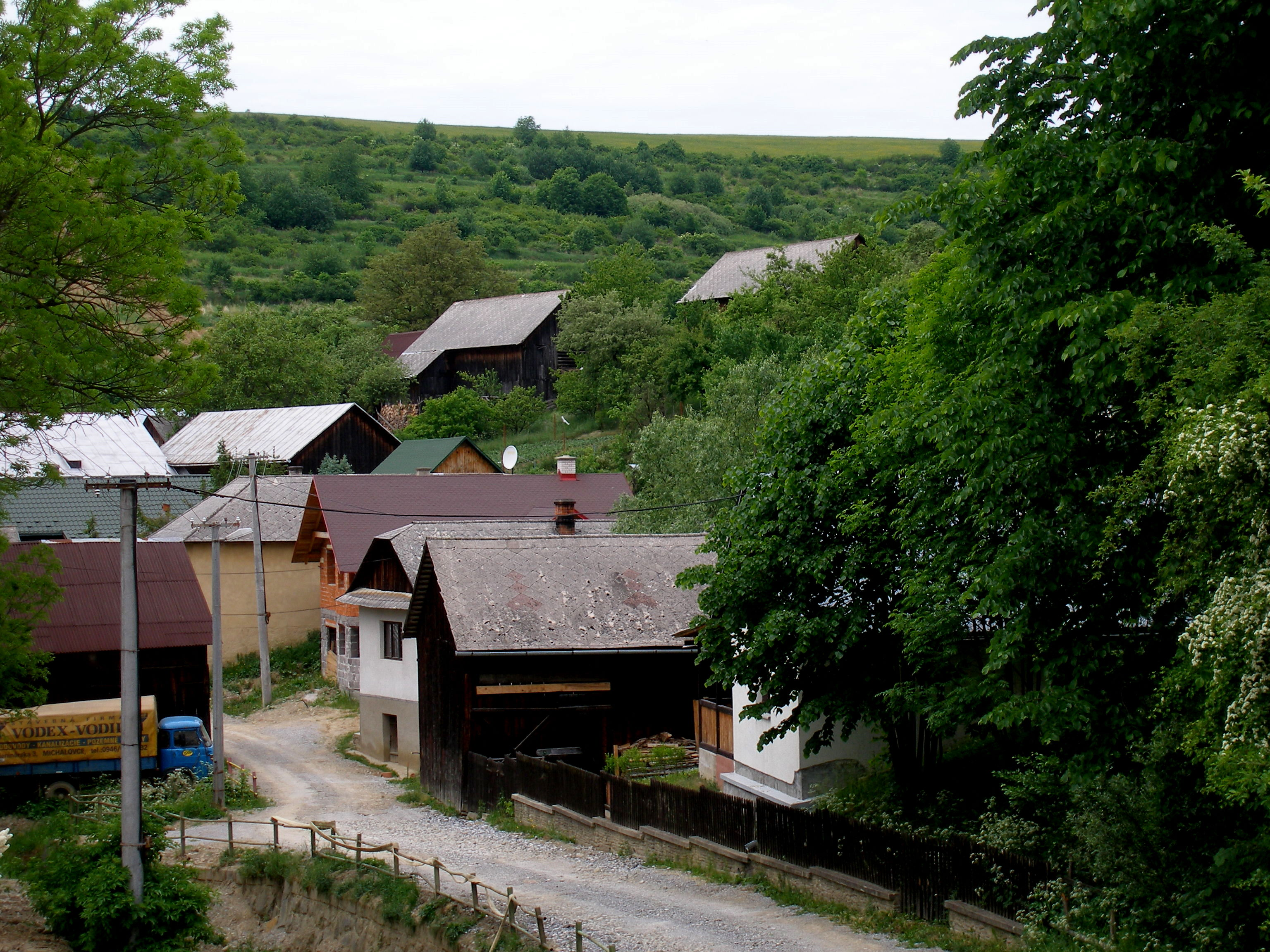
Vysoká

Die Gemeinde befindet sich im nordwestlichen Teil des Berglands Spišsko-šarišské medzihorie unterhalb des Bachureň-Gebirges im Tal des Baches Vysocký potok im Einzugsgebiet der oberen Torysa. Das Ortszentrum liegt auf einer Höhe von 550 m n.m. und ist 14 Kilometer von Lipany sowie 26 Kilometer von Sabinov entfernt.
Nachbargemeinden sind Torysa im Norden, Ďačov im Osten, Dubovica im Südosten, Nižný Slavkov im Süden, Brezovička im Westen und Brezovica im Nordwesten.

## Geschichte

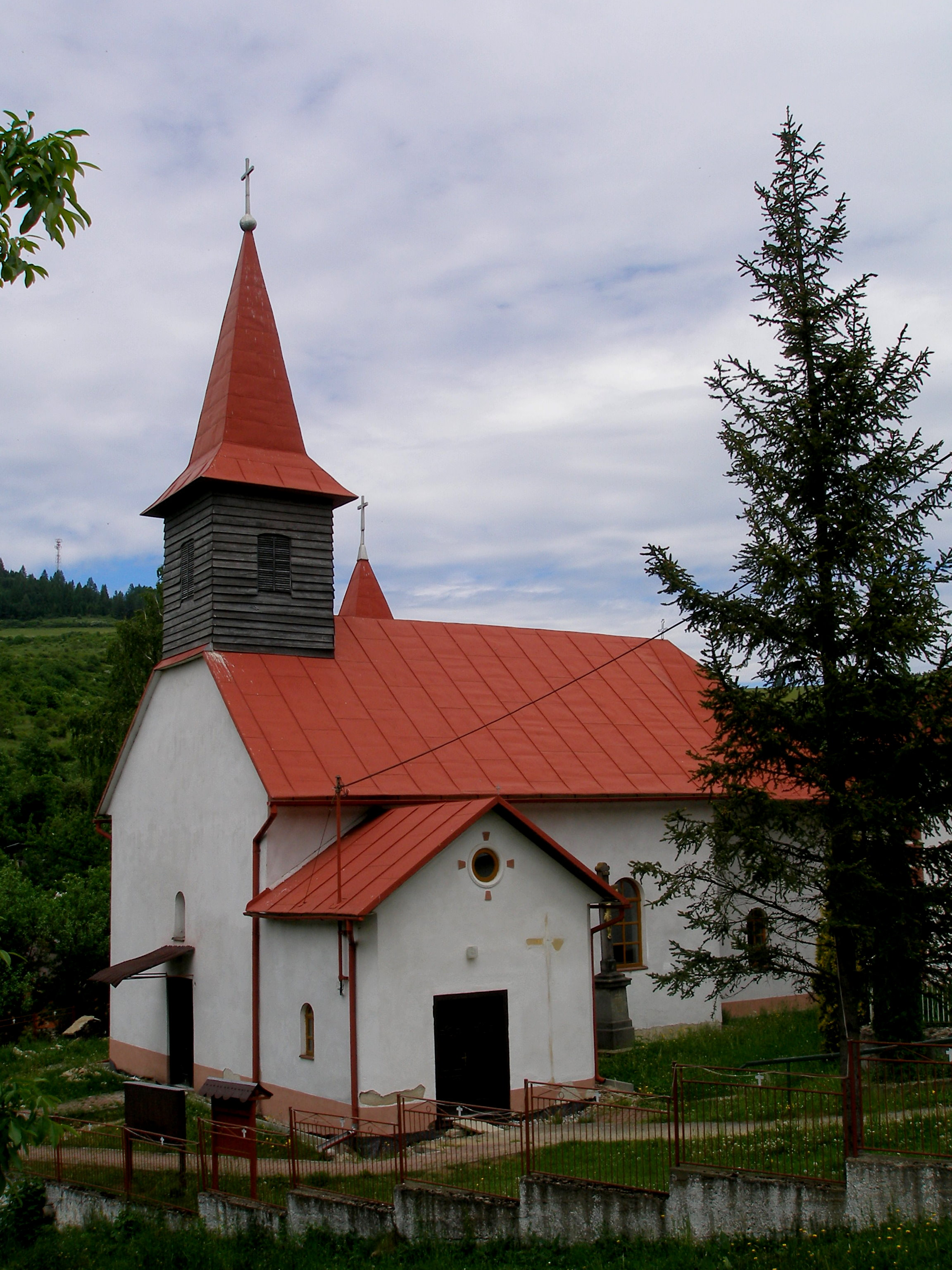
Kirche im Ort

Vysoká wurde zum ersten Mal 1278 als Wyzka schriftlich erwähnt und war damals Teil des Herrschaftsgebiets von Torysa. 1427 wurden nach einem Steuerverzeichnis 21 Porta verzeichnet. Im 16. Jahrhundert war Vysoká Besitz der Geschlechter Dessewffy und Berzeviczy. 1600 standen neun Untertanen-Häuser, eine Kirche, eine Pfarrei sowie eine Schule. 1787 hatte die Ortschaft 38 Häuser und 273 Einwohner, 1828 zählte man 34 Häuser und 218 Einwohner, die als Apfelbauern, Hersteller von Holzwerkzeugen und Tischler sowie Zimmerleute beschäftigt waren.
Bis 1918 gehörte der im Komitat Sáros liegende Ort zum Königreich Ungarn und kam danach zur Tschechoslowakei beziehungsweise heute Slowakei. In der ersten tschechoslowakischen Republik waren Landwirtschaft, Viehhaltung und saisonale Waldarbeit die Haupteinnahmequellen. Nach dem Zweiten Weltkrieg arbeitete ein Teil der Einwohner in Industriebetrieben in Städten wie Lipany, Košice und Poprad.

## Bevölkerung
| Jahr                | 1994 | 2004     | 2014     | 2024     |
| ------------------- | ---- | -------- | -------- | -------- |
| Anzahl der Personen | 177  | 150      | 134      | 115      |
| Unterschied         |      | −15,25 % | −10,66 % | −14,17 % |

| Jahr                | 2023 | 2024    |
| ------------------- | ---- | ------- |
| Anzahl der Personen | 117  | 115     |
| Unterschied         |      | −1,70 % |

Nach der Volkszählung 2011 wohnten in Vysoká 136 Einwohner, davon 127 Slowaken. Neun Einwohner machten keine Angabe zur Ethnie.
125 Einwohner bekannten sich zur römisch-katholischen Kirche und ein Einwohner zur griechisch-katholischen Kirche. Bei zehn Einwohnern wurde die Konfession nicht ermittelt.

## Bauwerke und Denkmäler
- römisch-katholische Elisabethkirche aus dem frühen 14. Jahrhundert, seither mehrmals wesentlich umgebaut
- Kapelle aus dem Anfang des 19. Jahrhunderts